# الانتخابات التشريعية التونسية 1999
الانتخابات التشريعية التونسية 1999 هي انتخابات تشريعية نظمت في تونس في 24 أكتوبر 1999. هي الانتخابات العاشرة من نوعها. تعدّ هذه الانتخابات مزورة ومزيفة.

فاز حزب التجمع الدستوري الديمقراطي الذي يرأسه الرئيس زين العابدين بن علي بالانتخابات.

## النتائج
|                          | العدد     | % من المسجلين | % من الناخبين |
| ------------------------ | --------- | ------------- | ------------- |
| المسجلين                 | 542 387 3 | 100%          |               |
| الناخبين                 | 098 100 3 | 91.51%        | 100%          |
| الأصوات الصحيحة للقائمات | 062 091 3 |               | 99.70%        |
| الأوراق البيضاء والملغاة | 036 9     |               | 0.30%         |
| الامتناع عن التصويت      | 444 287   | 8.49%         |               |

| الأحزاب                          | الأحزاب                       | الأصوات   | % من الأصوات الصحيحة | المقاعد |
| -------------------------------- | ----------------------------- | --------- | -------------------- | ------- |
|                                  | التجمع الدستوري الديمقراطي    |           |                      | 148     |
|                                  | حركة الديمقراطيين الاشتراكيين |           |                      | 13      |
|                                  | حزب الوحدة الشعبية            |           |                      | 7       |
|                                  | الاتحاد الديمقراطي الوحدوي    |           |                      | 7       |
|                                  | حركة التجديد                  |           |                      | 5       |
|                                  | الحزب الاجتماعي التحرري       |           |                      | 2       |
| الأصوات الصحيحة                  | الأصوات الصحيحة               | 062 091 3 | 99.70%               | 182     |
| الأوراق البيضاء والملغاة         | الأوراق البيضاء والملغاة      | 036 9     | 0.30%                |         |
| مجموع الأصوات                    | مجموع الأصوات                 | 098 100 3 | 100%                 |         |
| المصدر: الاتحاد البرلماني الدولي |                               |           |                      |         |

## مقالات ذات صلة
- الانتخابات الرئاسية التونسية 1999